# Tabanus flavissimus
Tabanus flavissimus är en tvåvingeart som beskrevs av Ricardo 1911. Tabanus flavissimus ingår i släktet Tabanus och familjen bromsar. Inga underarter finns listade i Catalogue of Life.